# Teclado Dvorak

El teclado Dvorak moderno (disposición US).

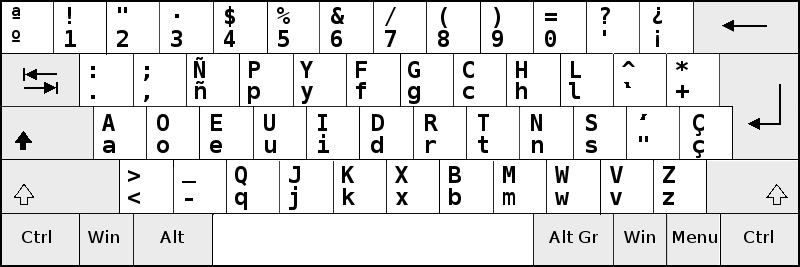
Disposición en español.

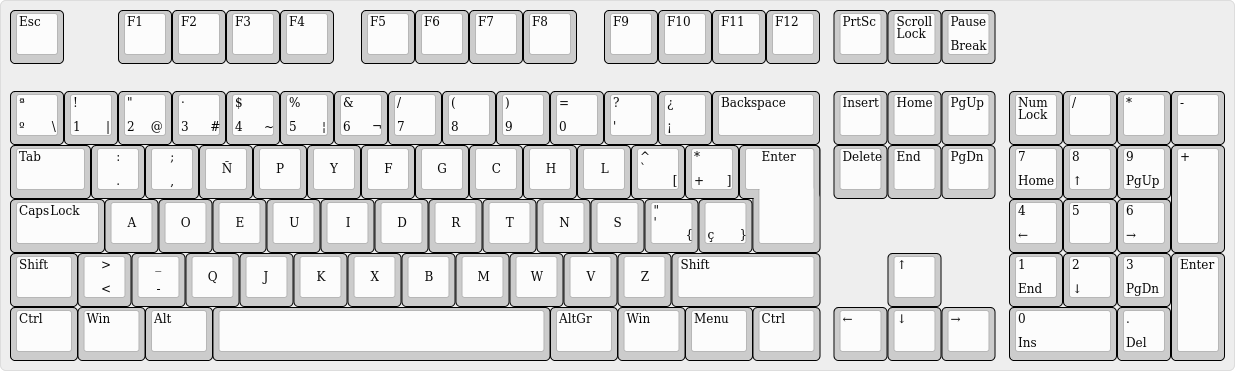
Disposición en español (ISO 105).

Distribución del Teclado Dvorak Latinoamericana.

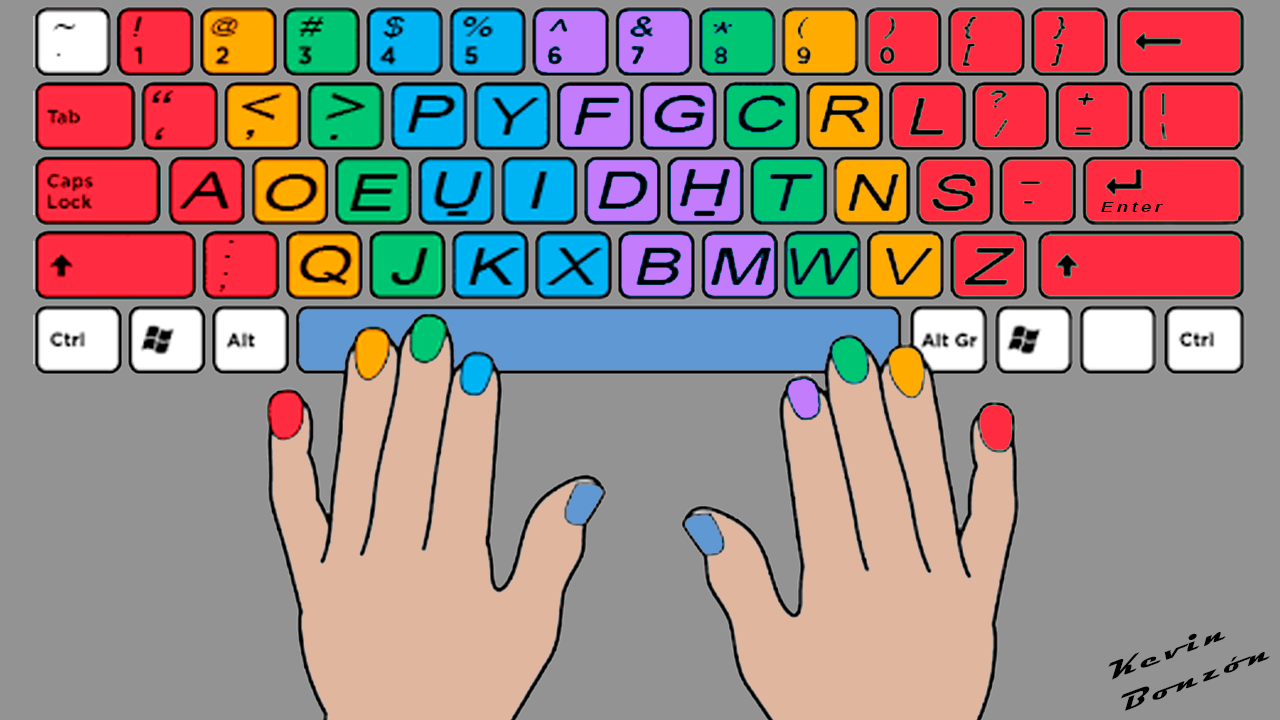
Colocación correcta de las manos y los dedos al comenzar a escribir en un teclado Dvorak

El Teclado Simplificado, comúnmente conocido como teclado Dvorak, es una distribución de teclado patentada en 1936 por August Dvorak y William Dealey. Con el paso del tiempo se realizaron algunos cambios hasta que en 1982 el ANSI implementó un estándar para el teclado Dvorak.
El objetivo de Dvorak y Dealey era diseñar un teclado más ergonómico para disminuir los errores de mecanografía, aumentar la velocidad y reducir la fatiga del mecanógrafo. Realizaron una investigación exhaustiva. Estudiaron el idioma inglés analizando el uso de las letras y sus combinaciones; también estudiaron la fisiología de las manos. En 1932 el resultado fue el Teclado Simplificado Dvorak.
Aunque el teclado Dvorak no ha conseguido desplazar al QWERTY, su acceso es más fácil en la era de las computadoras, ya que todos los sistemas operativos lo incluyen y permiten el intercambio de teclados a voluntad del usuario.

## Principios de la distribución Dvorak
El teclado Dvorak fue diseñado para sustituir al teclado QWERTY. Dvorak estudió la frecuencia de las letras en el idioma escrito, su distribución en el teclado y la fisiología de las manos. A partir de ello ideó un teclado para superar los problemas que había identificado en el QWERTY.
Algunos de los defectos que identificó en el teclado QWERTY son:
- La mayoría de las pulsaciones se realizan fuera de la línea central.
- La mano izquierda trabaja más que la derecha.
- Muchas combinaciones de letras requieren movimientos extraños de los dedos o realizar pulsaciones sucesivas con el mismo dedo o mano.

### Las teclas más frecuentes deberían ser las más fáciles de pulsar
En un teclado convencional, las teclas para las letras están distribuidas en tres filas. Los métodos de mecanografía modernos requiere que los dedos descansen en la fila media (la fila que comienza, por la izquierda, con la tecla ⇪ Bloq Mayús). Cuantas más pulsaciones se hagan en la fila media, menos movimientos deben hacer los dedos y por tanto se puede teclear con menos esfuerzo. Estudios realizados con cámaras de alta velocidad prueban que las pulsaciones son más rápidas en la fila media y que las más lentas son las de la fila inferior.
- En el teclado Dvorak en español esta fila contiene las cinco vocales: AOEUI y cinco de las consonantes más usadas: DRTNS De este modo el 75 % de las pulsaciones se hacen sobre la fila media.
- Las teclas menos frecuentes deberían estar en la fila inferior, la más difícil de alcanzar. Con Dvorak estas son: <-QJKXBMWVZ

### Las letras deberían ser tecleadas alternando las dos manos
Esto se debe a que mientras una mano está pulsando una tecla, la otra mano puede ponerse en posición para pulsar la siguiente. De este modo el mecanógrafo puede mantener un ritmo de escritura rápido y estable. En cambio, pulsar sucesivamente varias teclas con la misma mano, o incluso dedo, requiere un sobreesfuerzo.
- La mano derecha debería hacer más trabajo, porque la mayoría de la gente es diestra.
- Los dígrafos no deberían ser escritos con dedos adyacentes.
- Las pulsaciones deberían moverse desde los bordes del teclado hacia el centro. Una observación de este principio es que, para mucha gente, cuando golpea una mesa con los dedos en secuencia es más fácil ir del meñique hacia el índice, que viceversa. Este movimiento en un teclado se llama 'flujo pulsativo centrípeto' (inboard stroke flow).[3]

## Dvorak para el español
Inicialmente el teclado Dvorak se diseñó para el idioma inglés. Pueden encontrarse adaptaciones para otros idiomas o países. En otros idiomas las frecuencias de las letras, las secuencias de letras y los dígrafos son diferentes y, además, hay caracteres que no existen en inglés.
En español se encuentran las siguientes variantes:

### Dvorak (adaptación del teclado inglés)
Una de las primeras variantes en aparecer, desarrollada por Rolando Montaño Fraire. El autor la diseño para su uso personal y que fuera es muy semejante a la disposición original inglesa del teclado Dvorak. Los principales cambios con respecto a la disposición inglesa es que se añade la Ñ en la fila central y se intercambia la R por la H(debido a que en el español es más frecuente el uso de la R por lo que se mueve a la fila central).

### Teclado Dvorak ES (distribución Española)

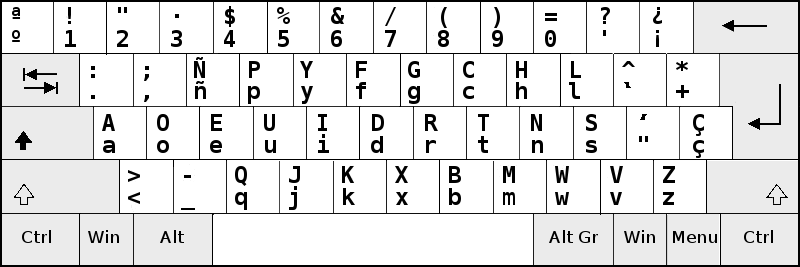
Distribución del Teclado Dvorak española.

La variante para el español, creada por Ignacio Fernández Galván. Se toma como base un teclado QWERTY con distribución en español a la cual se le reordena los caracteres en una distribución Dvorak añadiendo unos cambios que son: en la fila superior se colocan los signos de puntuación y se añade la tecla Ñ, se intercambia la posición de la H con la R y en la fila inferior se coloca la - al lado de <.

### Teclado Dvorak ES-LATAM (distribución Latinoamericana)

Distribución del Teclado Dvorak Latinoamericana.

Similar a la distribución española, pero aplicando los mismos cambios a un teclado QWERTY con distribución   latinoamericano (hispanoamericano). Se incluye en algunas distribuciones de Linux como Fedora.

## Beneficios para la salud
Como el teclado Dvorak requiere menos movimiento de dedos, muchos usuarios con trastornos de movimientos repetitivos o síndrome del túnel carpiano han reportado un alivio o la desaparición de las lesiones.

## Comparativa de los teclados QWERTY y Dvorak

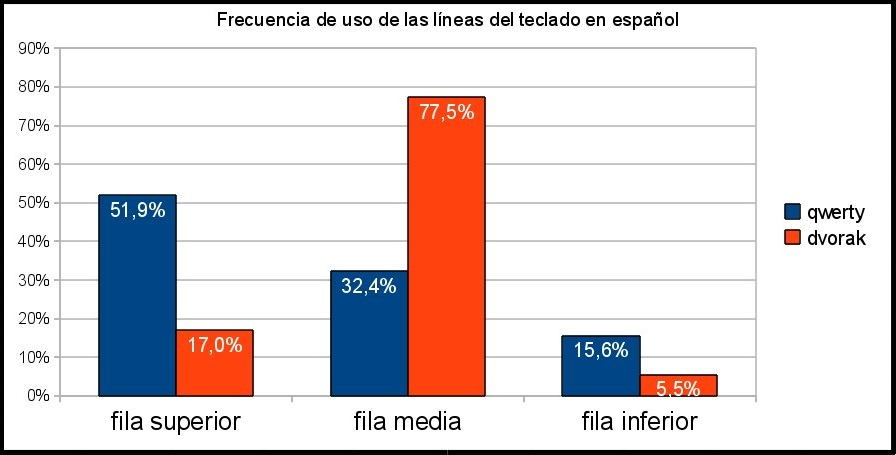
Uso de las líneas del teclado para escribir el mismo texto español del ejemplo.

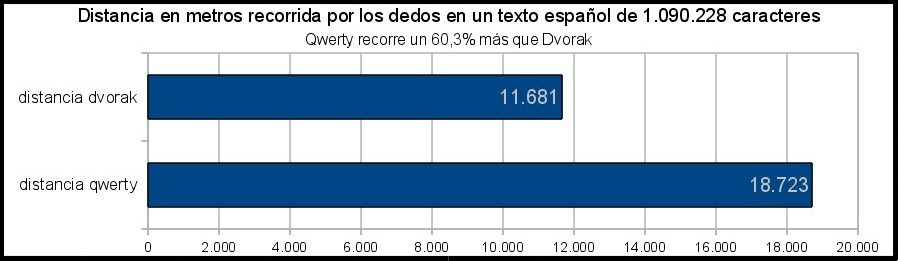
Metros recorridos al escribir el mismo texto mediante un teclado QWERTY y uno Dvorak.

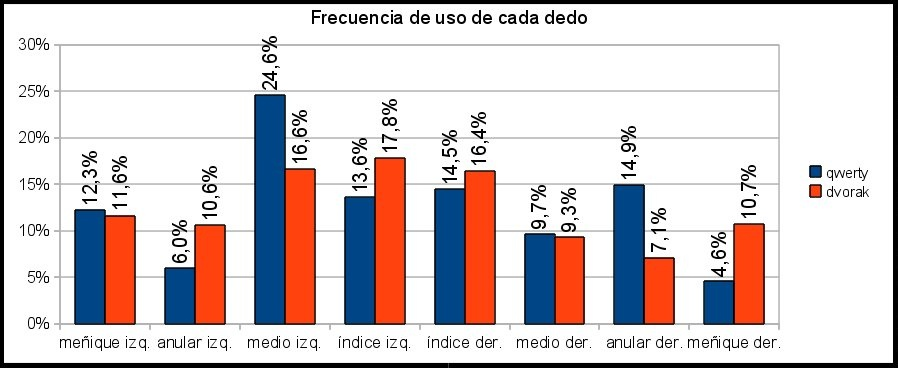
Distribución de frecuencias de uso de los dedos.

Tomando un texto de español moderno, el BOE del 1 de diciembre de 2010, se puede realizar una prueba comparativa de teclados QWERTY y Dvorak.
El texto contiene 1 090 228 letras.

### Uso del teclado por filas
En la distribución de frecuencias de pulsaciones por filas se aprecia una clara diferencia:
- El teclado Dvorak usa un 77 % la fila media, la más rápida y cómoda, donde reposan los dedos, y solo usa la fila inferior un 5,5 %.
- El teclado QWERTY usa un 32 % la fila media. Realiza la mayoría de las pulsaciones en la fila superior, el 52 %, y usa la fila inferior en un 15 % de las ocasiones.

Como el teclado Dvorak concentra la mayoría de las pulsaciones en la fila media, usa un 63 % menos de movimiento de dedos que el QWERTY, por lo que es más ergonómico.

### Distancias recorridas
Sumando todas las distancias recorridas por los dedos para escribir el texto del ejemplo:
- El mecanógrafo QWERTY recorre 18 723 metros.
- El mecanógrafo Dvorak recorre 11 681 metros, ahorrándose más de 7 kilómetros de trabajo.[8]

Cualquier pulsación fuera de la fila medias requiere un desplazamiento. El salto de valla (hurdling) es una pulsación extraña que requiere saltar de una fila a otra por encima de la fila media. Por ejemplo, escribir mínimo, o cerveza en un teclado QWERTY.
En inglés hay unas 1200 palabras que requieren un salto de valla en el teclado QWERTY. Por contraste, en el Dvorak hay solo unas pocas palabras que requieren un salto de valla, y muchas menos que requieren un doble salto de valla.

### Reparto del esfuerzo entre dedos
- Con QWERTY el dedo más usado es el medio izquierdo con un 24 %, el menos usado es el meñique derecho con un 4 %.
- Con Dvorak el dedo más usado es el índice izquierdo con el 17 %, el menos usado es el anular derecho con un 7 %.

Con QWERTY, un solo dedo es el encargado de escribir (casi) la cuarta parte del texto. Esto se debe a que el dedo medio izquierdo tiene asignadas las teclas de la vocal más usada E y dos de las consonantes más usadas D y C. 
Viendo las pulsaciones de cada dedo, el teclado Dvorak reparte mejor el trabajo entre los dedos.

### Reparto del esfuerzo por manos
Con QWERTY muchas palabras pueden escribirse con una sola mano ('cede' se escribe con un solo dedo). Una de las características de Dvorak es que concentra las cinco vocales en la mano izquierda y las principales consonantes en la mano derecha. Esto hace que casi nada pueda escribirse solo con la mano derecha y muy pocas solo con la izquierda.

## Historia

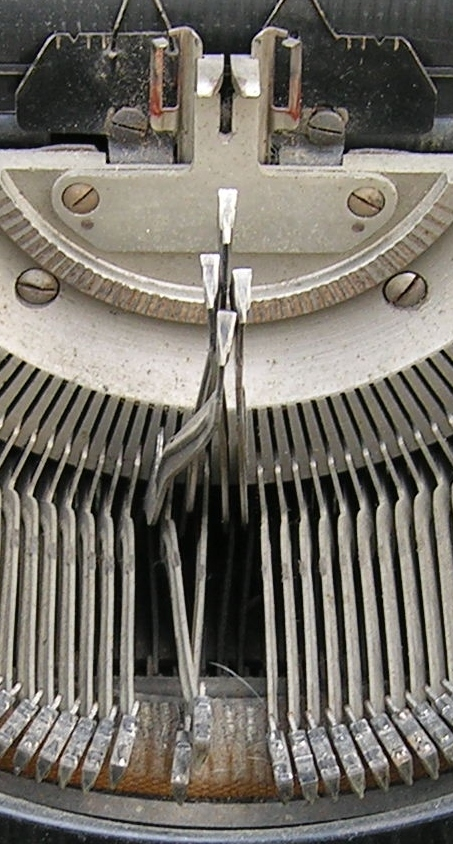
El problema común de las máquinas de escribir era que al estar ordenada alfabéticamente, las teclas frecuentemente usadas estaban muy juntas, lo que ocasionaba que se atascaran con facilidad al escribir rápido.

Las primeras máquinas de escribir con barras de tipos tenían tendencia a atascarse cuando se tecleaba muy rápido. 
Christopher Sholes ideó el teclado QWERTY para tratar de evitar estos atascos que ralentizan al mecanógrafo. Cuando Sholes vendió su diseño de máquina de escribir a Remington, esta obtuvo un gran éxito comercial hasta convertirse, con el tiempo, en un estándar que perdura hasta nuestros días.
August Dvorak, psicólogo de la Educación y profesor de Educación en la Universidad de Washington en Seattle, se interesó por los teclados al dirigir una tesis sobre los errores mecanográficos. La mecanografía a ciegas se había extendido en aquel tiempo y Dvorak concluyó que el teclado QWERTY necesitaba ser mejorado. A Dvorak se le unió su cuñado William Dealey, que era profesor de Educación en la Universidad de North Texas en Denton.
El objetivo de Dvorak y Dealey era diseñar científicamente un teclado para disminuir los errores de mecanografía, aumentar la velocidad y reducir la fatiga del mecanógrafo. Ellos realizaron una investigación exhaustiva. En 1914 y 1915 Dealey atendió a seminarios sobre la ciencia del movimiento y revisó películas de mecanógrafos a cámara lenta.
Dvorak y Dealey estudiaron meticulosamente el idioma inglés investigando las letras y combinaciones de letras más usadas. También estudiaron la fisiología de la mano. En 1932 el resultado fue el teclado Dvorak (Dvorak Simplified Keyboard).

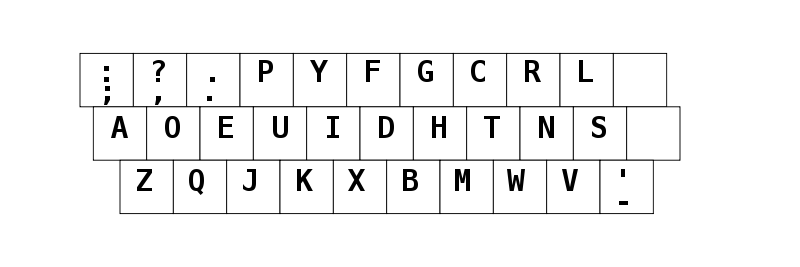
El teclado que patentaron Dvorak y Dealey.

En 1933 Dvorak comenzó a llevar mecanógrafos entrenados con su teclado al Concurso de Escuelas de Comercio Internacional, era un concurso patrocinado por las empresas de máquinas de escribir y en el que participaban profesionales y aficionados. Diez veces desde 1934 a 1941 los mecanógrafos de Dvorak fueron los primeros de sus categorías.
El 12 de mayo de 1936 obtuvo la patente de los E.U.A, US 2,040,248.
El American National Standards Institute (ANSI) aceptó el teclado Dvorak como una alternativa de teclado estándar en 1982. El estándar es el INCITS 207-1991 (R2007) (anteriormente X4.22-1983, X3.207:1991), Alternate Keyboard Arrangement for Alphanumeric Machines.
La señora Barbara Blackburn fue la mecanógrafa más rápida del mundo en inglés, según El libro Guinness. Usando el teclado Dvorak fue capaz de mantener las 150 palabras por minuto (words per minute: wpm en inglés) durante 50 minutos (37 500 pulsaciones a una media de 12,5 pulsaciones por segundo), y 170 wpm durante cortos períodos. La velocidad máxima que consiguió fue de 212 wpm. Cuando Blackburn estudiaba en el instituto, no aprobó en sus clases de mecanografía QWERTY. En 1938 descubrió el teclado Dvorak y en poco tiempo consiguió velocidades muy altas. Durante su carrera profesional ocasionalmente hacía giras con demostraciones de velocidad. Blackburn falleció en abril de 2008.

## Versiones para una mano
Dvorak también creó dos distribuciones para escribir con una sola mano. Están pensadas para minimizar la necesidad de mover la mano de lado a lado del teclado y reducir al mínimo el movimiento de los dedos. Estas variantes están disponibles en Windows y Linux. Apple tiene directrices más estrictas para los teclados alternativos.
|  |  |

## Sistemas operativos modernos
El teclado Dvorak para el inglés está instalado por defecto en los principales sistemas operativos como: Microsoft Windows, Mac OS X, GNU/Linux o BSD, las adaptaciones a otros idiomas pueden estarlo, o no, dependiendo del sistema y la versión.
Cambiar al teclado Dvorak en un sistema operativo se puede hacer en 30 segundos. 

### Windows
Versiones antiguas como DOS 6.2/Windows 3.1, incluían Dvorak para dos manos, Dvorak para mano derecha y Dvorak para mano izquierda, todos para el inglés.
Según Microsoft las versiones de sus sistemas operativos Windows 95, Windows NT 3.51 y superiores se vendieron con soporte para el teclado Dvorak (inglés). Actualizaciones gratuitas para usar el teclado Dvorak en versiones anteriores de Windows están disponibles en la web de Microsoft. Windows 10 solo incluye el teclado Dvorak para el idioma inglés.
En mayo de 2004, Microsoft publicó una versión mejorada de su Keyboard Layout Creator (MSKLC) que permite a cualquiera crear un diseño de teclado como el teclado Dvorak para cualquier idioma.
En 2020, Microsoft publicó la versión 1.4 para que cualquiera pueda agregar un "keyboard layout" de un idioma no soportado o hacer su propia configuración.. Un "keyboard layout" permite asignar a una tecla física cualquier símbolo o carácter deseado. 

### Apple

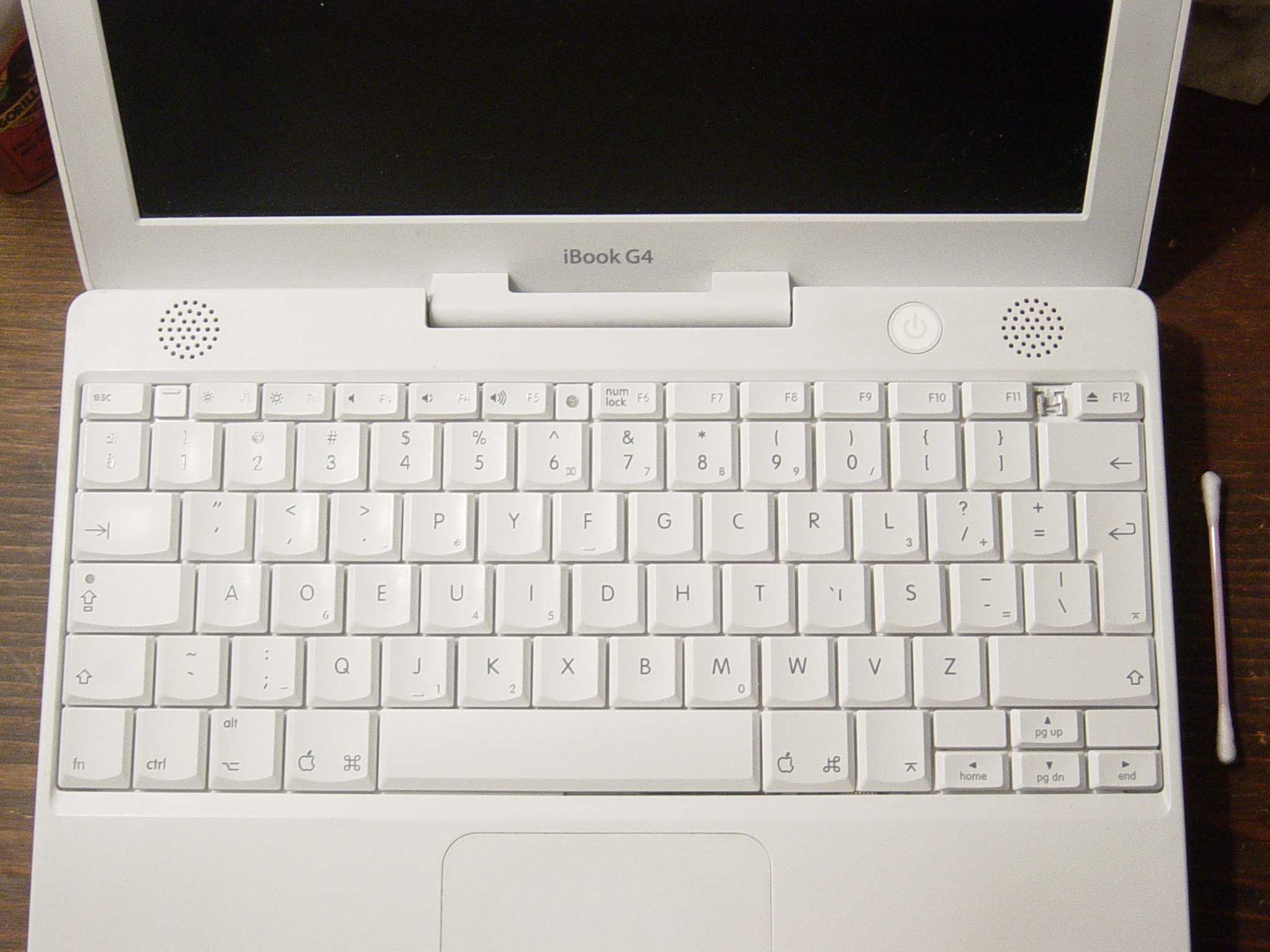
iBook con las teclas reordenadas manualmente para formar el teclado Dvorak.

Apple ha tenido promotores del teclado Dvorak desde sus primeros días. Varios de sus ingenieros diseñaron hardware y software para remapear el teclado. Steve Wozniak, cofundador de Apple es usuario del teclado Dvorak.
Apple atrajo nuevo interés al teclado Dvorak con el Apple IIc, tenía un interruptor mecánico sobre el teclado que permitía al usuario cambiar entre QWERTY y Dvorak. El teclado Dvorak del Apple IIc se mencionaba en los anuncios de 1984, que afirmaban que la mecanógrafa más rápida del mundo Barbara Blackburn, había establecido una marca mundial con un teclado Dvorak en un Apple IIc. El teclado Dvorak también era seleccionable usando un panel de control en el Apple IIGS. El Apple III usaba un fichero de teclados que se cargaba desde disquete. Los disquetes del sistema incluían QWERTY y Dvorak. El cambio de teclado requería reiniciar el ordenador.

#### Mac OS
En los primeros años, el Macintosh podía convertirse al teclado Dvorak haciendo cambios al fichero Sistema. Esto no era fácilmente reversible y requería reiniciar el ordenador. Esta modificación no era oficial, pero era comparable a otras modificaciones de usuario que hacían los propietarios de Mac.
Usando el editor de recursos (ResEdit), los usuarios podían crear diseños de teclados, iconos y otros elementos útiles. Unos años después, un desarrollador ofreció un programa llamado MacKeymeleon, que añadía un menú que permitía cambiar de teclado sobre la marcha. Finalmente los ingenieros de Apple incluyeron la funcionalidad de esta utilidad dentro del software del sistema estándar, junto con teclados QWERTY, Dvorak, AZERTY, y otros diseños de teclados.
Actualmente OS X ofrece soporte para DVORAK sólo en idioma inglés, pero se puede crear una distribución de teclado personalizada que imita a DVORAK en español con software de terceros, como Ukelele.
Desde 1998 y comenzando con Mac OS 8.6, Apple siempre ha incluido el teclado Dvorak en su sistema operativo. Mac OS y OS X permiten cambiar de teclados sobre la marcha.

### iOS
El teclado Dvorak se agregó a los idiomas ingleses cuando se lanzó iOS 16 en septiembre de 2022.

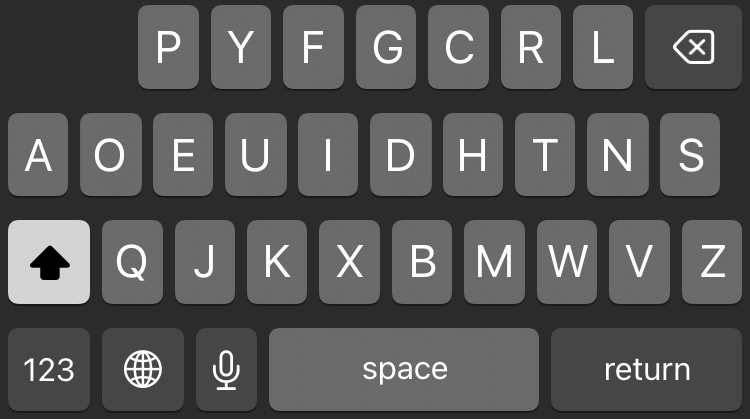

### GNU/Linux
La mayoría de las distribuciones GNU/Linux, pueden ser configuradas para usar el teclado Dvorak y muchas de sus variantes, entre ellas una para el español.
Es posible realizar el intercambio de teclados sin tener que reiniciar el sistema.

### Otros sistemas basados en Unix
Muchos sistemas operativos basados en UNIX como OpenBSD, FreeBSD, NetBSD, OpenSolaris o Plan 9, pueden ser configuradas para usar el teclado Dvorak y muchas de sus variantes.

### Teléfonos móviles y PDA
Muchos teléfonos móviles se fabrican con teclados físicos QWERTY o implementaciones de software en una pantalla táctil. A veces el teclado se puede cambiar por medio de aplicaciones gratuitas como AnySoftKeyboard para Android, AE Keyboard Mapper para Windows Mobile, or KeybLayout para Symbian OS.

## Controversias
El teclado Dvorak se ha visto envuelto, de forma directa o indirecta, en varias polémicas.

### Sobre la creación de QWERTY
No hay duda de que fue Christopher Sholes el que ideó el teclado QWERTY, pero hay disparidad de criterios sobre la forma en que lo hizo. Unos dicen que Sholes se limitó a recolocar las letras buscando la distribución de teclas que se atascase menos. Otros acusan a Sholes de colocar las teclas de manera retorcida, para dificultar y ralentizar la escritura, y al escribir más despacio las máquinas se atascaban menos.

### Sobre la resistencia al cambio
Si el teclado Dvorak fuese intrínsecamente más eficiente que el teclado QWERTY cabría esperar un aumento de su uso con el tiempo, pero no es eso lo que ha pasado.
Aunque el teclado Dvorak es el único registrado con ANSI además del QWERTY, y se incluye en los sistemas operativos principales, los intentos para convertir universalmente al teclado Dvorak no han tenido éxito. Este fallo para reemplazar al QWERTY ha sido objeto de algunos estudios.
En 1956 Earle Strong realizó un estudio para General Services Administration que incluía un experimento con diez funcionarios mecanógrafos experimentados y concluyó que el entrenamiento Dvorak nunca podría amortizar sus costes. El estudio fue un gran obstáculo para la adopción general de Dvorak por parte de ministerios, departamentos y agencias estatales de EE. UU.
En consideración con la adopción del teclado Dvorak, diferentes segmentos del mercado difieren en la naturaleza, extensión y motivación de su resistencia. La influencia de estos factores han cambiado con el tiempo y con la tecnología. Los factores contra la adopción del teclado Dvorak incluyen los siguientes:
- Llegó en mal momento: Dvorak introdujo su teclado durante la Gran Depresión, un tiempo en el que los negocios y los particulares no tenían los recursos para invertir en un nuevo teclado.[26] Después vino la Segunda Guerra Mundial, las fábricas de máquinas de escribir se reconvirtieron en pequeñas fábricas de armas, con lo que la producción de nuevas máquinas de escribir se paralizó.[27]
- Problemas de comunicación: Falto difusión hacia el público de la existencia del teclado Dvorak y también hubo confusión respecto a cuál de los diseños de August Dvorak es el teclado Dvorak auténtico. Esto fue debido en parte a la existencia de teclados Dvorak para la mano izquierda y para la mano derecha, además del teclado Dvorak estándar. Esto mejoró algo con la publicación en el Guinness Book of Records de la marca de 212 wpm palabras por minuto (en 50 minutos escribió 37 500 pulsaciones a una media de 12,5 pulsaciones por segundo) de Barbara Blackburn usando un teclado Dvorak,[28] y de nuevo hacia 1990 cuando los sistemas operativos comenzaron a incorporar el teclado Dvorak como opción.
- Requería cambiar de máquina: La conversión a Dvorak de las máquinas de escribir mecánicas era poco práctica y cara, de manera que cambiar a Dvorak normalmente requería una nueva máquina dedicada. Una excepción notable fue la popular IBM Selectric que usaba un elemento de escritura único en forma de esfera en lugar de las barras de tipos para cada letra. Podía convertirse fácilmente reemplazando el elemento QWERTY por el equivalente Dvorak. Este problema se eliminó con la aparición de los ordenadores, en los que los programas pueden cambiar el carácter producido cuando una determinada tecla se presiona. Esta capacidad benefició no solo a los mecanógrafos Dvorak sino a todos los que escribían en idiomas diferentes del inglés. Para la década de 1990 el teclado Dvorak era una opción incluida en la mayoría de los sistemas operativos.
- Fallo al persuadir a los grandes fabricantes de máquinas de escribir para producir volúmenes significativos de máquinas de escribir con teclados Dvorak.
- Fallo en superar la inversión hecha por muchos mecanógrafos y profesores de mecanografía en el teclado QWERTY anterior a la disponibilidad del teclado Dvorak. Esta inversión se ha probado como la influencia más fuerte hasta la década de 1990. La enseñanza de la mecanografía en las escuelas se hace casi siempre en teclado QWERTY porque es lo que espera la empresa y porque es el teclado con el que se sienten familiarizados la mayoría de los profesores.
- Una reducción de la eficiencia mientras se aprende el teclado Dvorak impide la adopción por los mecanógrafos ya competentes con el QWERTY y por las empresas que los emplean.

### La derivada económica
En las escuelas de negocios, con frecuencia se usa el ejemplo del teclado Dvorak para ilustrar una ineficiencia en el mercado como el caso de una tecnología mejor, pero nueva que no es capaz de sustituir a otra peor, pero estandarizada por el mercado.

## Inconvenientes del teclado Dvorak
Dificultad para obtener hardware: QWERTY es el estándar para la mayoría de los fabricantes, distribuidores, y vendedores de hardware.
- Aunque la mayoría de los fabricantes de teclados crean productos diseñados con alguna variante de QWERTY, hay algunos que también proporcionan teclados con distribuciones alternativas como Dvorak.
- Son muchos los aparatos electrónicos que cuentan con un teclado incorporado, como las computadoras portátiles, prácticamente todas usan QWERTY.

Teclas con función y atajos de teclado: Es habitual que el software tenga configuradas teclas con funciones especiales y/o atajos de teclado. En algunos casos esos atajos están pensados según la posición de las teclas en un teclado QWERTY, al cambiar a Dvorak esas teclas cambian de posición. En muchos casos, estos atajos pueden reconfigurarse para que se adapten a Dvorak, pero es una complicación. Mientras que algunas aplicaciones lo compensan de alguna manera, estos problemas añaden una capa de complejidad al resto de aplicaciones que no lo hacen.

- En muchos videojuegos las teclas W A S D se usan para los movimientos. Aunque la mayoría de los videojuegos permiten remapear las teclas.
- Los atajos de teclado para las operaciones de deshacer Ctrl+Z, cortar Ctrl+X, copiar Ctrl+C y pegar Ctrl+V, están situados cómodamente en la misma fila del teclado QWERTY, pero no en el teclado Dvorak.
- Generalmente los ordenadores de uso público no permiten a los usuarios cambiar al teclado Dvorak.

## Usuarios notables

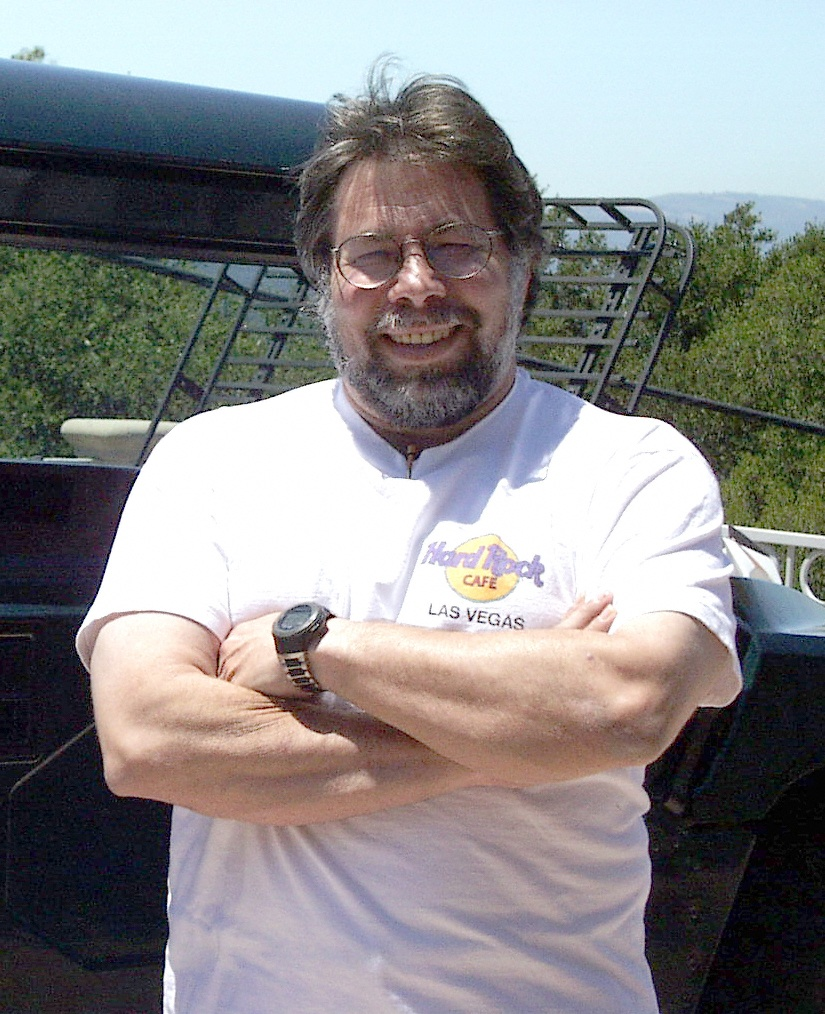
Steve Wozniak, cofundador de Apple Computer.

- Steve Wozniak, cofundador de Apple Computer:[29]

Usé el programa de Mavis Beacon para aprender el teclado Dvorak durante un viaje a Tokio. Al final del vuelo ya estaba tecleando completamente en Dvorak. En raras ocasiones estoy forzado a teclear en QWERTY, y entonces tengo que mirar las teclas. Trato de mantenerlo fuera de mi mente para que no entre en conflicto con mi uso del Dvorak, y ya he olvidado cómo se escribe rápido en QWERTY.
El beneficio principal es que uno se siente mucho mejor porque los dedos viajan menos. Hay mucha tensión en mis dedos y estaban empezando a mostrar señales de dolor y agotamiento al teclear en QWERTY y todo eso desapareció. Dvorak es mucho más fácil para los dedos.

- Barbara Blackburn, poseedora de la marca mundial en velocidad mecanográfica. En 50 minutos escribió 37 500 pulsaciones a una media de 12,5 pulsaciones por segundo.[30]
- Bram Cohen, creador de BitTorrent.[31]
- Matt Mullenweg, desarrollador principal de WordPress.[32]
- Terry Goodkind, autor de The Sword of Truth.[33]
- Piers Anthony, autor de las novelas Xanth.[34]
- Nathan Myhrvold, antiguo Director Técnico de Microsoft.[35]
- Michael Sampson, escritor y conferenciante.[8]